# 18 Miles Out
18 Miles Out é o décimo episódio da segunda temporada da série de televisão de horror pós-apocalíptico The Walking Dead. Ele foi originalmente exibido na AMC, nos Estados Unidos em 26 de fevereiro de 2012. No Brasil, estreou em 28 de fevereiro do mesmo ano, no canal Fox Brasil. O episódio foi escrito por Scott M. Gimple & Glen Mazzara e dirigido por Ernest Dickerson. No episódio, Rick Grimes (Andrew Lincoln) e Shane Walsh (Jon Bernthal) debatem o fato de Randall, conduzindo a uma batalha física entre os dois. Enquanto isso, os sobreviventes no celeiro dos Greene lidam com o comportamento suicida de Beth (Emily Kinney).